# Schizocosa fragilis
Schizocosa fragilis là một loài nhện trong họ Lycosidae.
Loài này thuộc chi Schizocosa. Schizocosa fragilis được Tord Tamerlan Teodor Thorell miêu tả năm 1890.